# Peltosyne triassica
Peltosyne triassica — викопний вид жуків підряду всеїдних жуків (Polyphaga). Скам'янілі відбитки жука знайдені у Киргизстані в Ошській області поблизу міста Мадиген та датується середнім тріасом (232—221 млн років тому).

## Опис
Тіло середніх розмірів (11 мм) з досить короткими надкрилами, має 9 точкових борозенки і загострені вершини з сильно втягнутою головою, великими мандибулами, поперечними передніми і дуже короткими задніми тазиками, дуже короткою переднегруддю і поперечно обрізаною вершиною її відростка. Залишки жука піддалися сильним деформаціям, так що порівняння розмірів склерітів можна проводити тільки уздовж однієї з осей жука.